# Brian Cowen

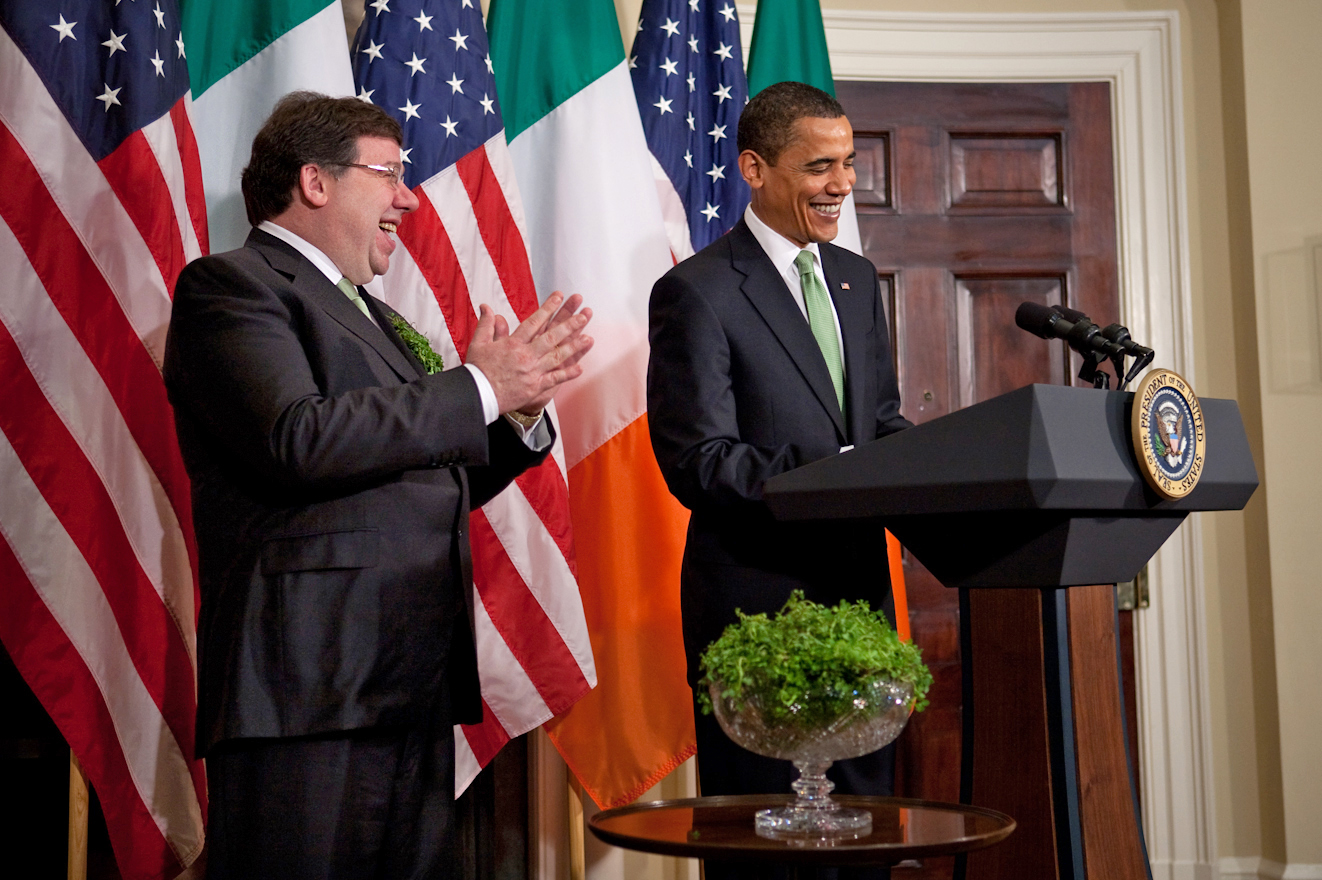
Cowen na tiskovce s Obamou

Brian Cowen, irsky Brian Ó Comhain (* 10. ledna 1960, Tullamore, Irsko), je irský politik a od 7. května 2008 do 9. března 2011 ministerský předseda Irské republiky a bývalý předseda vládní strany Fianna Fáil.

## Biografie

### Vzdělání a život
Brian Cowen studoval práva na University College Dublin, složil advokátské zkoušky na Incorporated Law Society of Ireland v Dublinu a pracoval jako advokát. Je ženatý a má dvě dcery.

### Politická kariéra
V letech 1992 až 1993 byl Cowen ministrem práce a v roce 1993 ministrem pro energie. Mezi lety 1993 až 1994 byl ministrem pro dopravu, energie a komunikace. V letech 1997 až 2000 zastával funkci ministra pro zdraví a děti. Roku 2004 se stal ministrem financí poté, co v letech 2000 až 2004 stál v čele ministerstva zahraničí. V první polovině roku 2004 předsedal za Irsko Radě Evropské unie. Cowen byl od roku 2004 ministrem financí Irska a od 14. června 2007 do 7. května 2008 vicepremiérem (Tánaiste).
4. dubna 2008 formálně ohlásil Cowen po oznámení, že Bertie Ahern k 6. květnu 2008 odstoupí ze svých funkcí, svoji kandidaturu na předsedu strany Fianna Fáil a na post irského ministerského předsedy. 9. dubna byl zvolen předsedou strany Fianna Fáil a jako designovaný nástupce Aherna na postu irského premiéra.
Do obou úřadů byl Cowen jmenován 7. května 2008. Funkci vykonával do 9. března 2011.